# Sarah Keyes
Pour les articles homonymes, voir Keyes.
Sarah Keyes est une athlète américaine née en 1985. Spécialiste de l'ultra-trail, elle a notamment remporté l'Ultra-Trail Harricana du Canada en 2017.

## Résultats
| no  | féminin       | Course                          | Longueur | Départ           | Temps            |
| --- | ------------- | ------------------------------- | -------- | ---------------- | ---------------- |
| 22e | Médaille d'or | Broken Arrow Skyrace 52K        | 52 km    | 19 juin 2016     | 6 h 29 min 50 s  |
| 6e  | Médaille d'or | Ultra-Trail Harricana du Canada | 125 km   | 9 septembre 2017 | 14 h 31 min 35 s |